# Římskokatolická farnost Lubník
Římskokatolická farnost Lubník je územní společenství římských katolíků v děkanátu Zábřeh s farním kostelem svatého Petra a Pavla.

## Historie farnosti
První písemná zmínka o obci pochází z roku 1267. Fara je v obci uváděna už k roku 1350, kostel k roku 1344. V roce 1710 vyhořel dřevěný kostel, stavba nového proběhla roku 1835. Hřbitov byl zřízen roku 1909.

## Duchovní správci
Administrátorem excurrendo je od roku 2003 R. D. Mgr. Jaroslav Přibyl.

## Bohoslužby
| Kostel                | Místo  | Bohoslužba (den) | Hodina                                   | Poznámka     |
| --------------------- | ------ | ---------------- | ---------------------------------------- | ------------ |
| svatého Petra a Pavla | Lubník | neděle středa    | 7.20 16.30 (zimní čas)/18.30 (letní čas) | farní kostel |

## Aktivity farnosti
Každoročně se ve farnosti koná tříkrálová sbírka, v roce 2016 se při ní vybralo v Lubníku 12 419 korun.
Pro farnost, stejně jako další farnosti děkanátu Zábřeh vychází každý týden Farní informace.